# Linus Fellbom
Carl Linus Fellbom, född 18 juni 1977, är en svensk ljusdesigner (främst inom teater, opera och dans) och teaterregissör. Han har ljussatt över 200 uppsättningar på de flesta svenska scener, och har även varit engagerad utomlands. 

## Biografi
Fellbom är son till Claes Fellbom och Kerstin Nerbe, Folkoperans grundare, och tillbringade en stor del av sin barndom i Folkoperans lokaler. 
Han debuterade som ljusdesigner 1995 på Strindbergsfestivalen med August Strindbergs Första varningen, regisserad av Emil Graffman. 1997 praktiserade han vid Deutsche Oper Berlin. 
År 2005 regidebuterade han med pjäsen Sympati för djävulen på Strindbergs Intima Teater. 2006/2007 regisserade han Richard III för Riksteatern och 2008 Carl Maria von Webers opera Friskytten för Folkoperan.
Sommaren 2017 gifte han sig med operasångaren Elisabeth Meyer, med vilken han har två barn. Han har ett barn från ett tidigare förhållande.

## Teater

### Ljusdesign (ej komplett)
| År   | Produktion                                                          | Upphovsmän                                                                                               | Regi                           | Teater                          |
| ---- | ------------------------------------------------------------------- | --- | ------------------------------ | ------------------------------- |
| 1995 | Första varningen                                                    | August Strindberg                                                                                        | Emil Graffman                  | Teater Infernetto               |
| 1999 | Den europeiska kritcirkeln Der kaukasische Kreidekreis              | Bertolt Brecht Översättning Johannes Edfelt och Brita Edfelt                                             | Jasenko Selimović              | Göteborgs stadsteater           |
| 2001 | Albert Speer                                                        | David Edgar Översättning Per Lysander                                                                    | Jasenko Selimović              | Göteborgs stadsteater           |
| 2002 | A Chorus Line                                                       | James Kirkwood, Nicholas Dante, Edward Kleban och Marvin Hamlisch Översättning Erik Fägerborn            | Staffan Aspegren               | Göteborgsoperan                 |
| 2003 | Fångarnas dilemma The Prisoner's Dilemma                            | David Edgar Översättning Per Lysander                                                                    | Jasenko Selimović              | Göteborgs stadsteater           |
| 2003 | Sound of Music                                                      | Richard Rodgers och Oscar Hammerstein Översättning Staffan Götestam och Erik Fägerborn                   | Staffan Aspegren               | Göteborgsoperan                 |
| 2003 | I väntan på Godot En attendant Godot                                | Samuel Beckett                                                                                           | Birgitta Englin                | Dramaten                        |
| 2004 | Tre knivar från Wei                                                 | Harry Martinson                                                                                          | Staffan Valdemar Holm          | Dramaten                        |
| 2004 | Cooking With Elvis                                                  | Lee Hall Översättning Ulrica Johnsson                                                                    | Staffan Aspegren               | Göteborgs stadsteater           |
| 2005 | Amadeus                                                             | Peter Shaffer Översättning Göran O. Eriksson                                                             | Staffan Aspegren               | Stockholms stadsteater          |
| 2005 | Sympati för djävulen                                                | Lucas Svensson                                                                                           | Linus Fellbom                  | Strindbergs intima teater       |
| 2005 | Erik XIV                                                            | August Strindberg                                                                                        | Lennart Hjulström              | Stockholms stadsteater          |
| 2006 | Cabaret                                                             | John Kander, Fred Ebb och Joe Masteroff                                                                  | Johan Wahlström                | Tyrol Senare flyttad till Rondo |
| 2007 | Demonernas port 羅生門, Rashōmon                                    | Akutagawa Ryunosuke                                                                                      | Bogdan Szyber och Carina Reich | Malmö stadsteater               |
| 2007 | Smutsiga händer Les Mains sales                                     | Jean-Paul Sartre Översättning Eyvind Johnson                                                             | Ragnar Lyth                    | Stockholms stadsteater          |
| 2007 | Figaros bröllop La Folle Journée, ou Le Mariage de Figaro           | Pierre de Beaumarchais Översättning Allan Bergstrand                                                     | Philip Zandén                  | Stockholms stadsteater          |
| 2010 | Maria Callas – Obesvarat liv                                        | Lucas Svensson                                                                                           | Linus Fellbom                  | Stockholms stadsteater          |
| 2011 | Jobs Lidande יסורי איוב, Ysurei 'Yov                                | Hanoch Levin Översättning Ervin Rosenberg                                                                | Philip Zandén                  | Judiska teatern                 |
| 2012 | Spökhotellet L'Hôtel du libre-échange                               | Georges Feydeau Översättning Nils Gredeby                                                                | Philip Zandén                  | Stockholms stadsteater          |
| 2013 | 3.31.93                                                             | Lars Norén                                                                                               | Sofia Jupither                 | Kulturhuset Stadsteatern        |
| 2015 | Hoffmans äventyr Les contes d'Hoffmann                              | Jacques Offenbach och Jules Barbier Översättning Alf Henrikson och Magnus Lindman                        | Linus Fellbom                  | Folkoperan                      |
| 2016 | Dorian Grays porträtt                                               | Lucas Svensson                                                                                           | Emil Graffman                  | Kulturhuset Stadsteatern        |
| 2016 | Mio min Mio                                                         | Astrid Lindgren                                                                                          | Sofia Jupither                 | Kulturhuset Stadsteatern        |
| 2017 | Molnens bröder                                                      | Barbro Lindgren                                                                                          | Lars Rudolfsson                | Dramaten                        |
| 2017 | Petra von Kants bittra tårar Die bitteren Tränen der Petra von Kant | Rainer Werner Fassbinder Översättning Lars Bjurman                                                       | Sunil Munshi                   | Dramaten                        |
| 2017 | Hamlet                                                              | Jens Ohlin och Hannes Meidal                                                                             | Jens Ohlin                     | Teater Galeasen/ Dramaten       |
| 2017 | Hemsöborna                                                          | August Strindberg                                                                                        | Stefan Metz                    | Kulturhuset Stadsteatern        |
| 2017 | Lucia di Lammermoor                                                 | Gaetano Donizetti och Salvadore Cammarano                                                                | Lorenzo Mariani                | Teatro Comunale di Bologna      |
| 2017 | Vintermusik                                                         | Lars Norén                                                                                               | Sofia Jupither                 | Kulturhuset Stadsteatern        |
| 2018 | Ilya                                                                | Lars Rudolfsson                                                                                          | Lars Rudolfsson                | Kulturhuset Stadsteatern        |
| 2019 | Hugh och Nancys många världar                                       | Lars Rudolfsson Fritt efter en bok av Peter Byrne                                                        | Lars Rudolfsson                | Dramaten                        |
| 2019 | Skönheten och odjuret Beauty and the Beast                          | Alan Menken, Howard Ashman, Tim Rice och Linda Woolverton Översättning Hans Berndtsson och Fred Johanson | Linus Fellbom                  | Malmö Opera                     |
| 2020 | Måsen Чайка, Chayka                                                 | Anton Tjechov Bearbetning John Donnelly, översättning Pamela Jaskoviak                                   | Lyndsey Turner                 | Dramaten                        |
| 2022 | Mandomsprovet The Graduate                                          | Terry Johnson Översättning Pamela Jaskoviak                                                              | Sunil Munshi                   | Kulturhuset Stadsteatern        |
| 2022 | Arsenik och gamla spetsar Arsenic and Old Lace                      | Joseph Kesselring Översättning Lars-Levi Læstadius                                                       | Philip Zandén                  | Uppsala stadsteater             |
| 2023 | Matilda the Musical                                                 | Tim Minchin och Dennis Kelly Översättning Adam Gardelin                                                  | Fredrik Rydman                 | Kulturhuset Stadsteatern        |
| 2024 | Tre systrar Три сeстры, Tri sestry                                  | Anton Tjechov Översättning Lars Kleberg                                                                  | Eirik Stubø                    | Kulturhuset Stadsteatern        |
| 2024 | En midsommarnattsdröm A Midsummer Night's Dream                     | William Shakespeare Översättning Göran O. Eriksson                                                       | Melody Parker                  | Kulturhuset Stadsteatern        |
| 2024 | Company                                                             | Stephen Sondheim och George Furth Översättning Calle Norlén                                              | Maria Sid                      | Kulturhuset Stadsteatern        |
| 2024 | Konstellationer Constellations                                      | Nick Payne Översättning Kerstin Gustafsson                                                               | Linus Fellbom                  | Kulturhuset Stadsteatern        |
| 2025 | Amadeus                                                             | Peter Shaffer Översättning Göran O. Eriksson                                                             | Sunil Munshi                   | Kulturhuset Stadsteatern        |

### Regi (ej komplett)
| År   | Produktion                                              | Upphovsmän                                                                                               | Teater                    |
| ---- | ------------------------------------------------------- | --- | ------------------------- |
| 2005 | Sympati för djävulen                                    | Lucas Svensson                                                                                           | Strindbergs intima teater |
| 2006 | Rikard III The Life and Death of King Richard the Third | William Shakespeare                                                                                      | Riksteatern               |
| 2010 | Maria Callas – Obesvarat liv                            | Lucas Svensson                                                                                           | Stockholms stadsteater    |
| 2015 | Hoffmans äventyr Les contes d'Hoffmann                  | Jacques Offenbach och Jules Barbier Översättning Alf Henrikson och Magnus Lindman                        | Folkoperan                |
| 2017 | Dracula                                                 | Victoria Borisova-Ollas, Claes Peter Hellwig och Kristian Benkö                                          | Kungliga Operan           |
| 2019 | Skönheten och odjuret Beauty and the Beast              | Alan Menken, Howard Ashman, Tim Rice och Linda Woolverton Översättning Hans Berndtsson och Fred Johanson | Malmö Opera               |
| 2024 | Konstellationer Constellations                          | Nick Payne Översättning Kerstin Gustafsson                                                               | Kulturhuset Stadsteatern  |

### Scenografi (ej komplett)
| År   | Produktion                                                          | Upphovsmän                                         | Regi            | Teater                    | Noter                        |
| ---- | ------------------------------------------------------------------- | -------------------------------------------------- | --------------- | ------------------------- | ---------------------------- |
| 2005 | Sympati för djävulen                                                | Lucas Svensson                                     | Linus Fellbom   | Strindbergs intima teater |                              |
| 2014 | L'Orfeo                                                             | Claudio Monteverdi och Alessandro Striggio         | Kristofer Steen | Wermland Opera            |                              |
| 2017 | Petra von Kants bittra tårar Die bitteren Tränen der Petra von Kant | Rainer Werner Fassbinder Översättning Lars Bjurman | Sunil Munshi    | Dramaten                  | Tillsammans med Sunil Munshi |
| 2022 | Mandomsprovet The Graduate                                          | Terry Johnson Översättning Pamela Jaskoviak        | Sunil Munshi    | Kulturhuset Stadsteatern  | Tillsammans med Sunil Munshi |
| 2022 | Arsenik och gamla spetsar Arsenic and Old Lace                      | Joseph Kesselring Översättning Lars-Levi Læstadius | Philip Zandén   | Uppsala stadsteater       |                              |
| 2024 | Konstellationer Constellations                                      | Nick Payne Översättning Kerstin Gustafsson         | Linus Fellbom   | Kulturhuset Stadsteatern  |                              |
| 2025 | Amadeus                                                             | Peter Shaffer Översättning Göran O. Eriksson       | Sunil Munshi    | Kulturhuset Stadsteatern  | Tillsammans med Sunil Munshi |

## Priser och utmärkelser
- 2014 – Medeapriset[9]